# Wyższa Szkoła Oficerska im. Józefa Bema

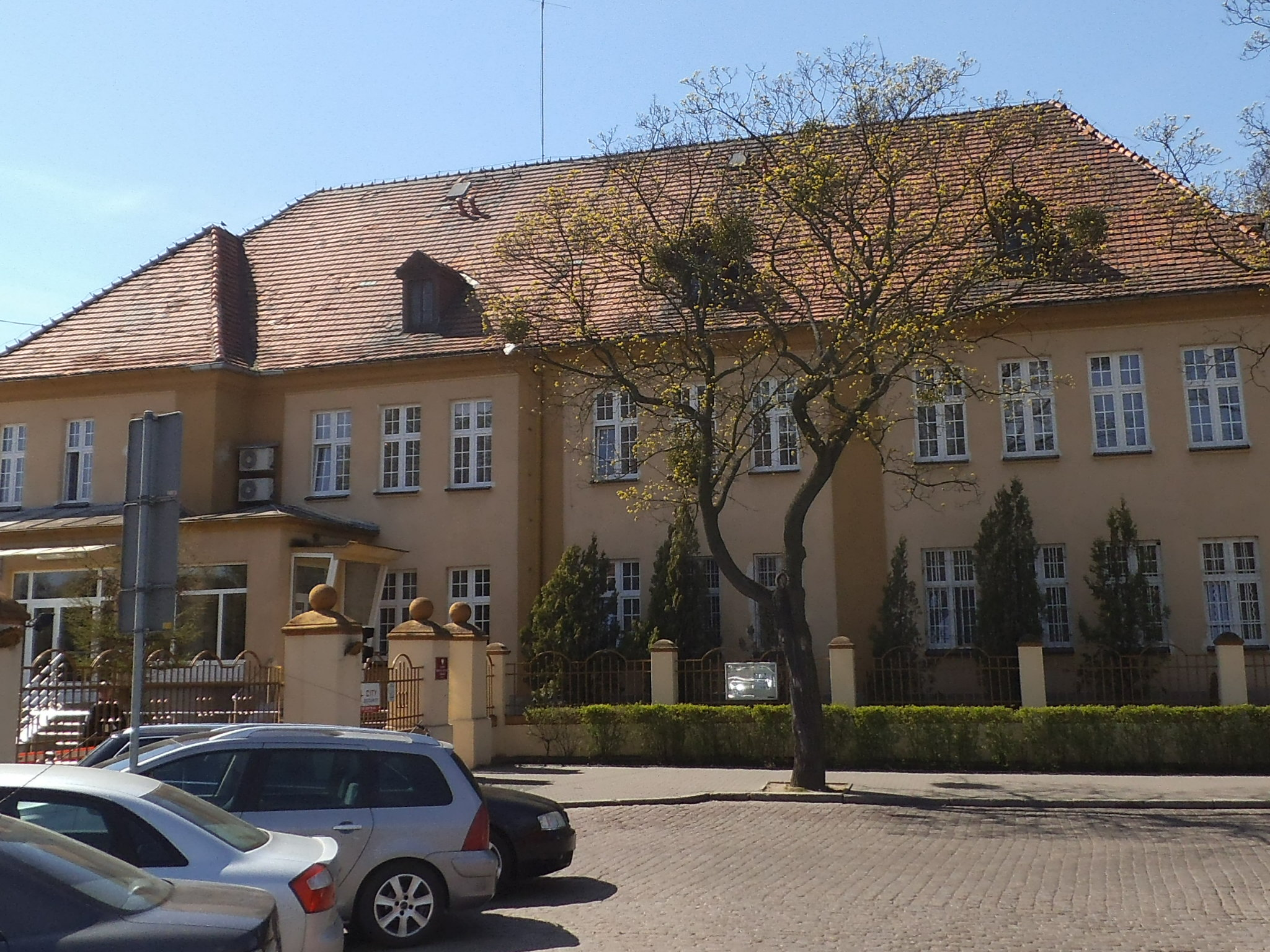
Biuro przepustek, widok współczesny.

Wyższa Szkoła Oficerska im. Józefa Bema (WSO im. J. Bema; WSO Toruń) – uczelnia Sił Zbrojnych RP tzw. „Osą” w Toruniu.

## Formowanie i zmiany organizacyjne
Na mocy Rozporządzenia Rady Ministrów z 7 czerwca 1994 w sprawie zniesienia dotychczasowych wyższych szkół oficerskich oraz utworzenia wyższych szkół oficerskich Wyższa Szkoła Oficerska Wojsk Rakietowych i Artylerii została przekształcona w Wyższą Szkołę Oficerską im. gen. Józefa Bema. Do głównych zadań realizowanych przez uczelnię należało: prowadzenie 4-letnich studiów licencjackich na kierunku zarządzanie i dowodzenie oraz prowadzenie badań naukowych w dziedzinie nauk wojskowych i technicznych.
W październiku 2002 w miejsce szkoły utworzono Centrum Szkolenia Artylerii i Uzbrojenia, które szkoliło kadry podoficerskie. Kształcenie oficerów dla potrzeb wojsk rakietowych i artylerii przejęła Wyższa Szkoła Oficerska Wojsk Lądowych we Wrocławiu.

## Struktura organizacyjna (1994)
- Komenda
- Oddział Kształcenia
- Wydział Personalny
- Wydział Naukowo-Badawczy
- Wydział Wojsk Rakietowych i Artylerii
- Zakład Dydaktyki
- Zakład Wychowania Fizycznego
- Studium Języków Obcych
- Biblioteka Naukowa
- pododdziały szkolne
- pododdziały zabezpieczenia

## Komendanci (rektorzy)
- gen. bryg. Andrzej Piotrowski

## Promocje
W Wyższej Szkole Oficerskiej im. gen. Józefa Bema odbyło się łącznie 8 promocji na pierwszy stopień oficerski. Promowano w sumie 689 podporuczników:
| Nr promocji | Data       | Prymus              | Promujący                         | Liczba promowanych |
| ----------- | ---------- | ------------------- | --------------------------------- | ------------------ |
| 1/62        | 17.06.1995 | Mirosław Kędzierski | gen. bryg. Czesław Borowski       | 107                |
| 2/63        | 22.06.1996 | Tomasz Gockowski    | gen. dyw. Ryszard Muszyński       | 117                |
| 3/64        | 20.06.1997 | Jan Kulasa          | gen. dyw. Tadeusz Bazydło         | 134                |
| 4/65        | 27.06.1998 | Tomasz Kacała       | gen. bryg. Aleksander Poniewierka | 77                 |
| 5/66        | 26.06.1999 | Andrzej Lis         | gen. dyw. Józef Flis              | 65                 |
| 6/67        | 24.06.2000 | Edward Chyła        | gen. dyw. Tadeusz Bazydło         | 62                 |
| 7/68        | 30.06.2001 | Piotr Pomazany      | gen. dyw. Leszek Chyła            | 75                 |
| 8/69        | 29.06.2002 | Dariusz Markiewicz  | gen. dyw. Mieczysław Cieniuch     | 72                 |

## Tradycje WSO
Wyższa Szkoła Oficerska im. gen. Józefa Bema w Toruniu, jest jedną z najstarszych uczelni wojskowych w Polsce. Jej początki sięgają pierwszych lat II Rzeczypospolitej. Została powołana 1 czerwca 1923, na mocy decyzji Szefa Sztabu Generalnego marszałka Józefa Piłsudskiego, pod nazwą Oficerska Szkoła Artylerii. W Toruniu uczelnia funkcjonowała do września 1939 roku. W latach 1923–1939 w Oficerskiej Szkole Artylerii (od 9.08.1928 w Szkole Podchorążych Artylerii) wykształcono 2184 absolwentów.
Na podstawie rozkazu Naczelnego Dowódcy WP z dnia 15 marca 1945 utworzono w Toruniu Oficerską Szkołę Artylerii nr 2. Do jej sformowania skierowano latem 1945 znaczną część kadry i podchorążych z OSA nr 1 w Chełmie. Inauguracja roku szkolnego w OSA nr 2 odbyła się 1 września 1945. W okresie od jesieni 1945 do wiosny 1946 OSA nr 1 działała w Olsztynie. Rozwiązano ją rozkazem Naczelnego Dowódcy WP z 18 stycznia 1946, a część kadry i podchorążych włączono w skład OSA nr 2 w Toruniu, którą przemianowano na Oficerską Szkołę Artylerii.
12 października 1954 Oficerskiej Szkole Artylerii w Toruniu nadano imię generała Józefa Bema. Rozkazem Ministra Obrony Narodowej z 21 lipca 1965 przemianowano uczelnię toruńską na Oficerską Szkołę Wojsk Rakietowych i Artylerii. Na podstawie Rozporządzenia Rady Ministrów z dnia 23 marca 1967, Oficerska Szkoła Wojsk Rakietowych i Artylerii otrzymała status wyższej uczelni zawodowej.